# Diritti LGBT a Cipro
Le persone lesbiche, gay, bisessuali e transgender (LGBT) a Cipro non dispongono delle stesse tutele delle persone eterosessuali.
L'attività sessuale maschile e femminile tra persone dello stesso sesso è legale a Cipro e le unioni civili sono diventate legali a dicembre 2015.
A Cipro, la Chiesa greco ortodossa socialmente conservatrice ha un'influenza notevole sull'opinione pubblica quando si tratta di diritti LGBT. Tuttavia, da quando Cipro ha ricercato l'adesione all'Unione europea, ha dovuto cambiare la sua legislazione sui diritti umani, incluse le sue leggi in materia di orientamento sessuale e d'identità di genere. Da maggio 2023 le terapie di conversione sono ufficialmente vietate.

## Storia del diritto penale cipriota

### Sotto l'impero britannico/impero ottomano
Pur essendo amministrato dall'impero britannico a partire dal 1878, Cipro rimase ufficialmente parte dell'impero ottomano fino al 1914, quando poi fu annesso dall'impero britannico a seguito della decisione dei turchi ottomani di fiancheggiare la Germania nella prima guerra mondiale.
Anche allora Cipro non fu ufficialmente rivendicato dall'impero britannico fino al 1925; dopo il riconoscimento della proprietà britannica dell'isola dalla nuova Repubblica di Turchia attraverso il trattato di Losanna, firmato dalla Gran Bretagna e dalla Turchia nel 1923.
Fino a quel momento le leggi ottomane erano tecnicamente in vigore sull'isola, sebbene amministrata da funzionari coloniali britannici, e, fino a quel momento, l'omosessualità era rimasta legale dal 1858 (anno in cui l'impero ottomano l'aveva legalizzata).
Anche se la Gran Bretagna aveva assunto la piena proprietà giuridica di Cipro nel 1925, la legge ottomana non è stata formalmente sostituita nell'isola fino al 1929, quando la tolleranza giuridica ottomana dell'omosessualità venne conclusa, con l'incorporazione del Criminal Law Amendment Act 1885 a Cipro.
Per la prima volta dal 1858 questo fatto rese l'omosessualità maschile un atto criminale nel paese mentre quella femminile non fu riconosciuta o menzionata nella legge.

### Con l'indipendenza
Con l'indipendenza dalla Gran Bretagna nel 1960 Cipro mantenne quasi totalmente la legge coloniale britannica sull'isola, con le parti pertinenti del Criminal Law Amendment Act 1885 tramutate nella Cyprus Law CAP 154 (articoli dal 171 al 174).
Gli articoli sono stati contestati nel 1993, quando Alexandros Modinos, un architetto cipriota e attivista per i diritti dei gay vinse una causa legale contro il governo di Cipro, nota come Modinos contro Cipro, presso la Corte europea dei diritti dell'uomo.
La Corte ha dichiarato che la sezione 171 del codice penale di Cipro violava il diritto di Modinos a una vita privata protetta dalla Convenzione europea sui diritti dell'uomo, un accordo internazionale ratificato da Cipro nel 1962.
Malgrado la sentenza giuridica, Cipro non ha riveduto il proprio codice penale per conformarsi alla sentenza fino al 1998, quando non farlo significava perdere l'appartenenza all'Unione europea.
Anche con questo cambiamento l'età del consenso per le persone omosessuali era fissata a diciotto anni, mentre quella per gli eterosessuale era di sedici. Oltre all'ineguaglianza di età del consenso, il codice penale riveduto colpiva chi "promuoveva" l'omosessualità, limitando l'agire dei movimenti per i diritti LGBT.
Nel 2000, il divieto discriminatorio di "promuovere" l'omosessualità è stato revocato e l'età del consenso è stata parificata nel 2002 a 17 anni.

## Tutele per le coppie omosessuali
Il 26 novembre 2015 il parlamento ha approvatole unioni civili con 39 voti favorevoli, 12 contrari e 3 astensioni. La legge è stata pubblicata il 9 dicembre 2015 diventando effettiva.

## Protezione dalle discriminazioni
Nel 2004 Cipro ha emanato una legge antidiscriminazione (Equal Treatment in Employment and Occupation Law 2004) la quale vieta esplicitamente la discriminazione sulla base dell'orientamento sessuale nell'occupazione. La legge è stata progettata per conformarsi alle direttive dell'Unione Europea per l'occupazione del 2000.
Nel 2013, il codice penale è stato modificato per includere l'orientamento sessuale e l'identità di genere punendo così ogni discriminazione contro le persone LGBT.

## Opinione pubblica
Un sondaggio del 2006 ha mostrato che il 75% dei ciprioti non approvava l'omosessualità e molti degli intervistati sostenevano che essa doveva essere "curata".
Nel 2006 il sondaggio ha rivelato che il 14% dei ciprioti si diceva favorevole al matrimonio dello stesso sesso e il 10% sosteneva l'adozione per le coppie omosessuali.
Secondo un'indagine del 2014 il 53,3% dei cittadini ciprioti sosteneva le unioni civili.
Nel 2015 Eurobarometro ha scoperto che il 37% dei ciprioti sosteneva il matrimonio egualitario mentre il 56% si diceva contrario.

## Tabella riassuntiva
| Depenalizzazione dell'omosessualità                                                                           | (dal 1998)                               |
| Uguale età del consenso rispetto agli eterosessuali                                                           | (dal 2002)                               |
| Divieto di discriminazione nel posto di lavoro                                                                | (dal 2004)                               |
| Divieto di discriminazione nella fornitura di beni e servizi                                                  | (dal 2013)                               |
| Leggi anti-discriminazione in tutti gli altri settori (inclusa discriminazione diretta ed espressioni d'odio) | (dal 2013)                               |
| Unione civile                                                                                                 | (dal 2015)                               |
| Matrimonio egualitario                                                                                        | No                                       |
| Stepchild adoption                                                                                            | No                                       |
| Adozione congiunta per le coppie dello stesso sesso                                                           | No                                       |
| Genitorialità automatica alla nascita                                                                         | No                                       |
| Diritto per le persone LGBT di poter servire nelle forze armate                                               | (dal 2018)                               |
| Diritto di cambiare genere legale                                                                             | (proposto)                               |
| Accesso alla fecondazione in vitro per le coppie lesbiche                                                     | No                                       |
| Terapie di conversione vietate                                                                                | (dal 2023)                               |
| Maternità surrogata                                                                                           | (divieto solo per le coppie omosessuali) |
| Permesso di donare il sangue                                                                                  | (dal 2022)                               |